# IC 2314
IC 2314 — галактика типу *2 (подвійна зірка) у сузір'ї Рак.
Цей об'єкт міститься в оригінальній редакції індексного каталогу.